# Periplaneta methanoides
Periplaneta methanoides es una especie de cucaracha, un insecto blatodeo de la familia Blattidae.

## Taxonomía
Fue descrito por primera vez en 1898 por Wattenwyl. 